# 重要経済安保情報の保護及び活用に関する法律
重要経済安保情報の保護及び活用に関する法律（じゅうようけいざいあんぽじょうほうのほごおよびかつようにかんするほうりつ、令和6年法律第27号）は、経済安全保障に関する法律である。
岸田内閣の看板政策の一つで、違反した者に対する罰則規定を有する。アメリカと中国による覇権競争を意識しており、漏えいした場合に国の経済安全保障に支障を与える恐れがある情報を「重要経済安保情報」に指定し、人工知能や半導体などの先端技術が軍事転用されることを防ぐ狙いがある。
本法は経済安全保障担当大臣の指揮の下、内閣府経済安全保障担当政策統括官職が所管し、内閣官房国家安全保障局経済班および経済産業省大臣官房経済安全保障室と連携して執行にあたる。

## 概要

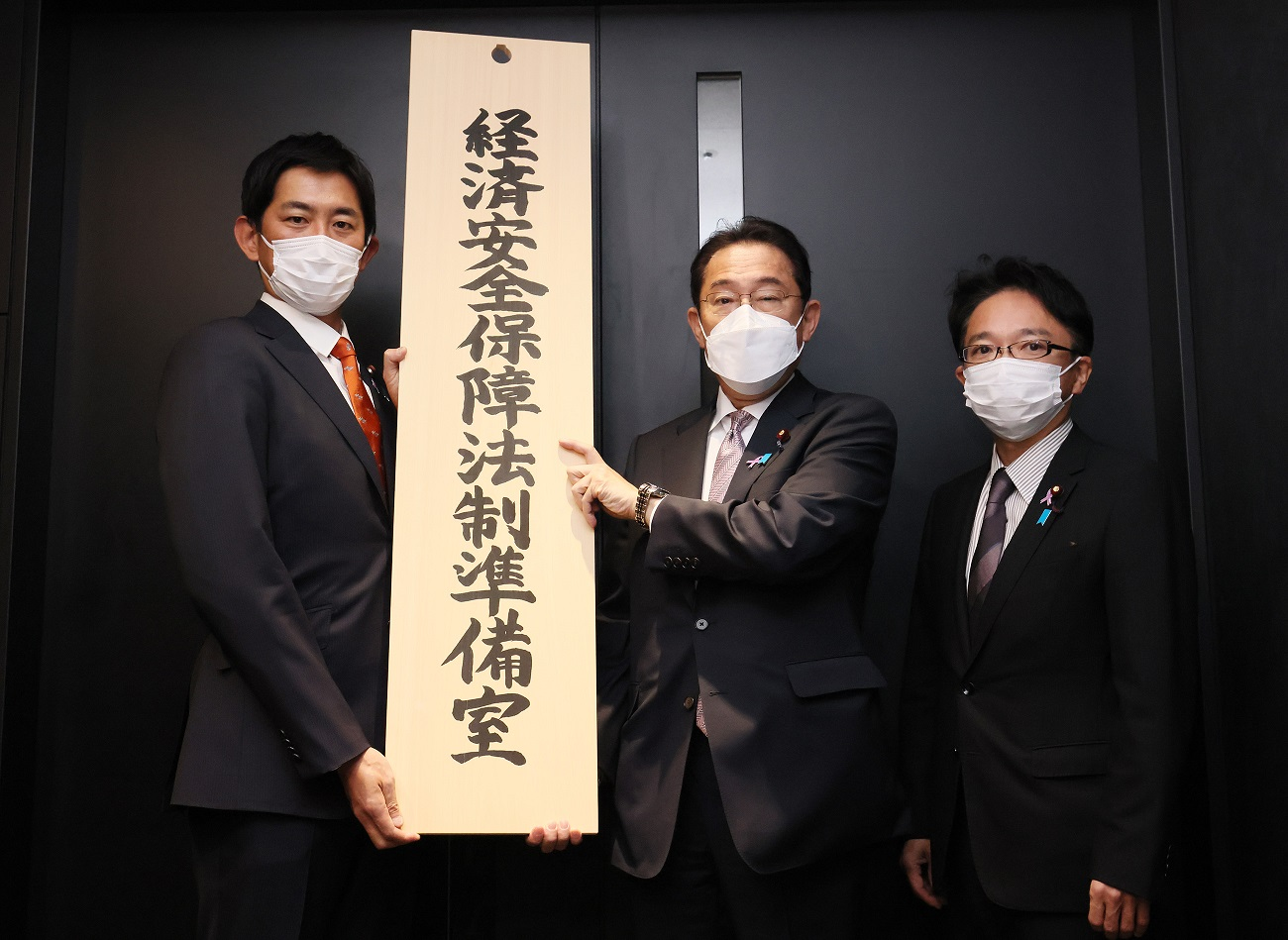
重要経済安保情報保護・活用法の策定に向け、内閣官房に設置された経済安全保障法制準備室の看板掛け（2021年11月）

本法の骨子は、漏えいすると国の経済安全保障に支障を与える恐れがある情報を「重要経済安保情報」に指定した上で、政府機関から機密情報の提供を受ける民間企業の従業員や研究者らを対象に国による身辺調査で適格性を確認するセキュリティ・クリアランス制度の導入が柱となっている。
調査は内閣府が対象者の同意を得た上で家族や同居人の氏名や国籍、過去の犯罪歴、精神疾患の有無、飲酒の節度、借金を含む経済状況などを本人との面接や上司ら関係者への聴取、公的機関への照会によって行うことを想定している。
サイバー攻撃に対する防御策や半導体のような先端技術のサプライチェーン（供給網）などに関する情報が重要経済安保情報に指定され、情報の漏えいには5年以下の拘禁刑または500万円以下の罰金、もしくはその両方を科す。あわせて、本法案の審議過程において、機密の度合いがより高く、漏えいさせた場合に経済安保に著しい支障が生じる恐れのある重要経済安保情報については、特定秘密の保護に関する法律の適用対象となることを明確化するための運用基準の改定を行う方針が示された。
法案の審議をめぐっては自民・公明両党に加え立憲民主党と日本維新の会、国民民主党が賛成に回った。共産党やれいわ新選組は反対した。
2024年5月10日に制定され、2024年5月17日、令和6年法律第27号として公布された。
公布の日から1年以内に施行されることとなっており、2025年5月16日に施行された。

## 構成
- 第1章 総則（第1条・第2条）
- 第2章 重要経済安保情報の指定等（第3条 - 第5条）
- 第3章 他の行政機関等に対する重要経済安保情報の提供（第6条 - 第9条）
- 第4章 適合事業者に対する重要経済安保情報の提供等（第10条）
- 第5章 重要経済安保情報の取扱者の制限（第11条）
- 第6章 適性評価（第12条 - 第17条）
- 第7章 雑則（第18条 - 第22条）
- 第8章 罰則（第23条 - 第28条）
- 附則